# Castilla-La Mancha Media
Castilla-La Mancha Media (CMM) es el ente público de radio y televisión autonómico de la comunidad autónoma española de Castilla-La Mancha. Fue creado por decreto de las Cortes regionales el 26 de mayo de 2000.

## Historia

### Inicios de RTVCM
El ente público de CMMedia (anteriormente RTVCM) fue creado por Ley 3/2000, de 26 de mayo de las Cortes regionales el 26 de mayo de 2000. Castilla-La Mancha Media desde su nacimiento es miembro de la FORTA, la Federación de Radio y Televisiones Autonómicas. El 30 de mayo de 2001 empezó su emisiones (Radio Castilla-La Mancha), con una programación basada en fórmula musical grabado en el Teatro-Auditorio de Cuenca, informativos y programas temáticos. El 13 de diciembre de 2001 a las 20:00h comenzó sus emisiones regulares CMM TV (Castilla-La Mancha Televisión), el canal público de televisión, con un documental de la flora y la fauna de la región castellano-manchega, seguido del primer informativo de CMT Noticias, uno de los buques insignia de la cadena autonómica. Este inicio de las emisiones regulares de CMT (Castilla-La Mancha TV) estuvo seguido con mucha expectación en su comunidad con una audiencia de 290.000 espectadores y un 57 % de cuota de audiencia.
El 30 de marzo de 2010, CMM TV (Castilla-La Mancha Televisión) terminó su emisión en el sistema analógico quedando a partir de ese momento solamente su emisión en TDT, aunque, hasta julio de 2010 la comarca de La Sagra aún recibía en analógico la señal de CMM TV .
El 9 de febrero de 2009 comenzó a emitir CMT2, el segundo canal del ente público, únicamente visible por TDT. Este canal dejó de emitir el 15 de diciembre de 2011 por recortes en el presupuesto de Radiotelevisión de Castilla-La Mancha. Según la Junta de Comunidades de Castilla-La Mancha, presidida entonces por María Dolores de Cospedal, cesar las emisiones de CMT2 ahorraría 1.300.000 euros. Desde el 1 de agosto de 2012, el espacio que dejó CMT2 ha sido remplazado por la versión en HD de Castilla-La Mancha Televisión (CMM TV HD), que emite en alta definición la misma programación que (CMM TV).

### Quince años de CMM
El 31 de agosto de 2016 se hizo pública mediante nota de prensa la puesta en marcha del nuevo modelo multimedia del ente público. Esta transformación digital se presentó a los medios el 7 de septiembre de 2016 y se hizo efectiva el día 12 del mismo mes. El principal cambio que experimentó es la nueva denominación comercial del ente, aunque no jurídica, pasa de Radiotelevisión de Castilla-La Mancha a ser Castilla-La Mancha Media (CMMedia). Además, se incorpora una nueva imagen gráfica y logotipos con la nueva marca comercial, un nuevo equipo organizativo, se rediseña la página web y su contenido, también se lanza una aplicación para móviles y se pone en marcha del servicio HbbTV. Para coordinar la puesta en marcha de este nuevo área digital se creó una nueva estructura con el objetivo de convertir Castilla-La Mancha Media en referencia digital de Castilla-La Mancha.

## Actividades

### Castilla-La Mancha Media Televisión
En televisión, CMM produce un canal generalista para su emisión dentro del territorio castellano-manchego que se puede ver por TDT, plataformas de satélite o cable.
| Imagen | Canal                     | Inicio de transmisiones           | Formato de imagen |
| ------ | ------------------------- | --------------------------------- | ----------------- |
|        | CMM TV Canal generalista. | 13 de diciembre de 2001 (23 años) | HD                |

#### Canales Extintos
| Logo | Canal                   | Inicio de transmisiones        | Cese de transmisiones             | Formato de imagen |
| ---- | ----------------------- | ------------------------------ | --------------------------------- | ----------------- |
|      | CMT2 Canal generalista. | 9 de febrero de 2009 (16 años) | 15 de diciembre de 2011 (13 años) | SD                |

### Radio Castilla-La Mancha
En radio, Radio Castilla-La Mancha cuenta con una emisora que abarca el territorio castellano-manchego.
| Logo | Emisora                        | Inicio de transmisiones      | Formato            |
| ---- | ------------------------------ | ---------------------------- | ------------------ |
|      | CMM Radio Emisora generalista. | 30 de mayo de 2001 (24 años) | TDT, Internet y FM |

### Medios interactivos
- Teletexto (13 de diciembre de 2001).
- CMMedia.es (23 de septiembre de 2002).
- Castilla-La Mancha Televisión en Internet (en directo a través de la página web de CMMedia).

## Dirección

### Organigrama
| Responsable                    | Área |
| Ente Público RTVCM             | Ente Público RTVCM |
| ------------------------------ | --- |
| Carmen Amores García           | Dirección general del Ente Público RTVCM y administradora única de Televisión Autonómica de CLM y Radio Autonómica de CLM |
| Begoña Delgado Menéndez        | Jefatura de Gabinete y Gestión Legal                                                                                      |
| Jesús Santos del Campo         | Dirección de Recursos Corporativos                                                                                        |
| Silvia Martín Miguel           | Dirección de Desarrollo de Negocio                                                                                        |
| Ignacio Ballesteros Barrientos | Dirección de Operaciones                                                                                                  |
| Marta Gonzalo                  | Dirección de Recursos Humanos                                                                                             |
| Pedro Pablo Rodríguez Sánchez  | Dirección Financiera |
| Pedro Alonso Garrido           | Jefatura de Control de Gestión                                                                                            |
| Alberto Jiménez Fernández      | Jefatura de Deportes de CMM                                                                                               |
| Belén Lario Muñoz              | Delegada de Albacete |
| María Rivas Martínez           | Delegada de Ciudad Real                                                                                                   |
| Trinidad Saiz Soriano          | Delegada de Cuenca |
| Noemí Fraile Andrés            | Delegada de Guadalajara                                                                                                   |
| José Luis Martín García        | Delegado de Madrid |
| Iván López Manzano             | Delegado de Talavera de la Reina                                                                                          |
| Carlos José López Toribio      | Jefatura de Mantenimiento                                                                                                 |
| Televisión Autonómica de CLM   | |
| Manuel Parras Rama             | Dirección de Explotación, Producción y Planificación                                                                      |
| Jesús Espada Triguero          | Dirección de Informativos y Deportes                                                                                      |
| Isaías Blázquez Rosales        | Dirección de Contenidos Digitales                                                                                         |
| Jesús Sánchez Villalba         | Dirección Técnica |
| Edelmira Rodríguez Carracedo   | Dirección de Contenidos y Programas                                                                                       |
| Carlos Ronda Gómez             | Jefatura de Producción de Informativos                                                                                    |
| Santiago Jordá Vidal           | Jefatura de Explotación                                                                                                   |
| David Rojas Torreadrado        | Jefatura de Realización                                                                                                   |
| Yolanda Monje Brasero          | Subdirección de Informativos                                                                                              |
| Cristina Corcuera Redondo      | Secretaría general de Informativos                                                                                        |
| José Manuel Vizcaíno Sáez      | Jefatura Técnica |
| Julián Ortigosa Díez           | Jefatura de Sistemas Audiovisuales                                                                                        |
| Carlos de Blas Chies           | Jefatura de Gestión de Media                                                                                              |
| Jesús Umbría Brito             | Jefatura de Promociones                                                                                                   |
| Carlos Elizalde Sánchez        | Jefatura de Audiencias |
| Carmen Summers Martín          | Jefatura de Producción Ajena                                                                                              |
| Idoia Bilbao Pérez             | Jefatura de Producción Propia                                                                                             |
| María Luisa Almagro Moscardó   | Jefatura de Emisiones |
| Radio Autonómica de CLM        | |
| Óscar García Prieto            | Dirección |
| Óscar Castellanos Medina       | Dirección de Informativos                                                                                                 |
| Juan Manuel Lorente Bernal     | Jefatura de Programas |
| Juan Francisco Párraga Gómez   | Jefatura de Emisiones y Continuidad                                                                                       |

### Consejo de Administración
- El Consejo de Administración está compuesto por 13 miembros y en él están representadas las tres fuerzas políticas que tienen escaño en las Cortes de Castilla-La Mancha.

| Nombre y apellidos                | Cargo          | Propuesto por          |
| --------------------------------- | -------------- | ---------------------- |
| José Francisco Rivas Cid          | Presidente     | PSCM-PSOE              |
| Manuela Casado Rubio              | Secretaria     | PSCM-PSOE              |
| Patrocinio Gómez Córcoles         | Portavoz       | PSCM-PSOE              |
| Miguel Nieto González             | Vocal          | PSCM-PSOE              |
| María Soledad Herrero Sainz-Rozas | Vocal          | PSCM-PSOE              |
| Noelia García Gutiérrez           | Vocal          | PSCM-PSOE              |
| José Manuel López Carrizo         | Vocal          | PSCM-PSOE              |
| Manuel Borja Menchen              | Vicepresidente | PP-CLM                 |
| Ignacio Ruiz Guerra               | Portavoz       | PP-CLM                 |
| José Luis González La Mola        | Vocal          | PP-CLM                 |
| Armentario López Castillo         | Vocal          | PP-CLM                 |
| Miguel Ángel Igualada Chamón      | Vocal          | PP-CLM                 |
| José Luis Arcángel Fernández      | Portavoz       | Vox Castilla-La Mancha |

### Consejo Asesor
- El Consejo Asesor de Castilla-La Mancha Media está formado por quince miembros nombrados por el Consejo de Gobierno de la Junta de Comunidades de Castilla-La Mancha, siendo designados:
  - Tres vocales designados por las Cortes de Castilla-La Mancha, entre personas reconocidas de reconocido prestigio cultural.
  - Tres vocales representantes de la Junta de Comunidades, designados por el Consejo de Gobierno.
  - Tres vocales representantes de los Ayuntamientos de la Región, designados por la Federación de Municipios y Provincias de Castilla-La Mancha.
  - Tres vocales designados por la Universidad de Castilla-La Mancha de acuerdo con el Consejo de Administración, entre personas de relevantes méritos culturales.
  - Tres vocales representantes de los trabajadores del Ente Público y de sus sociedades, designados por las centrales sindicales más representativas según criterios de proporcionalidad.

| Nombre y apellidos                 | Propuesto por                                               |
| ---------------------------------- | ----------------------------------------------------------- |
| Carmen Herrero de los Ángeles      | Cortes de Castilla-La Mancha                                |
| Patricia Blanco Rodríguez-Bobada   | Cortes de Castilla-La Mancha                                |
| Sagrario Gutiérrez Fernández       | Cortes de Castilla-La Mancha                                |
| Ainhoa Aguado Sánchez              | Consejo de Gobierno de Castilla-La Mancha                   |
| Sara María Burgos Sánchez-Cabezudo | Consejo de Gobierno de Castilla-La Mancha                   |
| Juan Ángel Morejudo Flores         | Consejo de Gobierno de Castilla-La Mancha                   |
| Sonia Casado de Pablos             | Federación de Municipios y Provincias de Castilla-La Mancha |
| Aurora Galisteo Gámiz              | Federación de Municipios y Provincias de Castilla-La Mancha |
| Riánsares López Cortés             | Federación de Municipios y Provincias de Castilla-La Mancha |
| Belén Galletero Campos             | Universidad de Castilla-La Mancha                           |
| Ángel Monterrubio Pérez            | Universidad de Castilla-La Mancha                           |
| Leonor Gallardo Guerrero           | Universidad de Castilla-La Mancha                           |
| Elena García Fermosel              | Trabajadores de CMMedia                                     |
| Ana San Segundo Sánchez            | Trabajadores de CMMedia                                     |
| Alejandro Gómez Villarrubia        | Trabajadores de CMMedia                                     |

### Directores generales
| Dirección General     | Inicio                 | Final                |
| --------------------- | ---------------------- | -------------------- |
| Jordi García Candau   | 3 de noviembre de 2000 | 22 de julio de 2011  |
| Ignacio Villa Calleja | 22 de julio de 2011    | 10 de agosto de 2015 |
| Carmen Amores García  | 10 de agosto de 2015   | presente             |

## Presupuestos
| 2001       | 2002       | 2003       | 2004       | 2005          | 2006          | 2007          | 2008          | 2009       | 2010       |
|            | 40.800.000 | 41.686.000 | 52.766.000 | 56.643.097    | 58.342.000    | 69.402.000    | 69.658.000    | 73.140.000 | 67.591.000 |
| 2011       | 2012       | 2013       | 2014       | 2015          | 2016          | 2017          | 2018          | 2019       | 2020       |
| 64.149.000 | 50.970.587 | 45.900.000 | 42.100.000 | 48.590.720,75 | 48.804.936,06 | 43.862.575,95 | 48.641.830,92 | 45.850.185 | 51.699.440 |
| 2021       | 2022       | 2023       | 2024       | '             | '             | '             | '             | '          | '          |
| 52.599.050 | 51.263.403 | 53.567.120 | 54.697.210 |               |               |               |               |            |            |